# Gustav Nyquist
Gustav Nyquist (* 1. září 1989, Halmstad) je švédský hokejista hrající v severoamerické National Hockey League (NHL) za tým Minnesota Wild.

## Ocenění a úspěchy
| Ocenění                                | Sezóna / Rok | Ref.  |
| -------------------------------------- | ------------ | ----- |
| Hockey East                            |              |       |
| Nováčkovský tým Hockey East            | 2008/09      | [ 1 ] |
| Hobey Baker Memorial Award (finalista) | 2009/10      | [ 2 ] |
| První východní tým AHCA                | 2009/10      |       |
| První tým Hockey East                  | 2009/10      | [ 3 ] |
| První tým turnaje Hockey East          | 2010         | [ 4 ] |
| První tým Hockey East                  | 2010/11      | [ 5 ] |
| Druhý východní tým AHCA                | 2010/11      |       |
| AHL                                    |              |       |
| Nováčkovský Tým AHL                    | 2011/12      | [ 6 ] |
| První All-Star Tým AHL                 | 2012/13      | [ 7 ] |

## Prvenství
- Debut v NHL – 1. listopadu 2011 (Detroit Red Wings proti Minnesota Wild)
- První asistence v NHL – 3. ledna 2011  (Dallas Stars proti Detroit Red Wings)
- První gól v NHL – 26. března 2012 (Detroit Red Wings proti Columbus Blue Jackets, kanadskému brankáři Steve Mason)
- První hattrick v NHL – 2. února 2014 (Washington Capitals proti Detroit Red Wings)

## Klubová statistika
| Sezóna      | Klub                  | Soutěž      |     | Základní část | Základní část | Základní část | Základní část | Základní část |   | Play off | Play off | Play off | Play off | Play off |
| Sezóna      | Klub                  | Soutěž      | Z   | G             | A             | B             | TM            | Z             | G | A        | B        | TM       |          |          |
| 2006/07     | Malmö Redhawks        | J20         | 42  | 21            | 23            | 44            | 57            | 4             | 2 | 2        | 4        | 6        |          |          |
| 2007/08     | Malmö Redhawks        | J20         | 24  | 11            | 20            | 31            | 20            | 7             | 5 | 5        | 10       | 6        |          |          |
| 2008/09     | University of Maine   | HE          | 38  | 13            | 19            | 32            | 28            | —             | — | —        | —        | —        |          |          |
| 2009/10     | University of Maine   | HE          | 39  | 19            | 42            | 61            | 20            | —             | — | —        | —        | —        |          |          |
| 2010/11     | University of Maine   | HE          | 36  | 18            | 33            | 51            | 20            | —             | — | —        | —        | —        |          |          |
| 2010/11     | Grand Rapids Griffins | AHL         | 8   | 1             | 3             | 4             | 2             | —             | — | —        | —        | —        |          |          |
| 2011/12     | Grand Rapids Griffins | AHL         | 56  | 22            | 36            | 58            | 18            | —             | — | —        | —        | —        |          |          |
| 2011/12     | Detroit Red Wings     | NHL         | 18  | 1             | 6             | 7             | 2             | 4             | 0 | 0        | 0        | 0        |          |          |
| 2012/13     | Grand Rapids Griffins | AHL         | 58  | 23            | 37            | 60            | 34            | 10            | 2 | 5        | 7        | 19       |          |          |
| 2012/13     | Detroit Red Wings     | NHL         | 22  | 3             | 3             | 6             | 6             | 14            | 2 | 3        | 5        | 2        |          |          |
| 2013/14     | Grand Rapids Griffins | AHL         | 15  | 7             | 14            | 21            | 6             | —             | — | —        | —        | —        |          |          |
| 2013/14     | Detroit Red Wings     | NHL         | 57  | 28            | 20            | 48            | 10            | 5             | 0 | 0        | 0        | 0        |          |          |
| 2014/15     | Detroit Red Wings     | NHL         | 82  | 27            | 27            | 54            | 26            | 6             | 1 | 1        | 2        | 2        |          |          |
| 2015/16     | Detroit Red Wings     | NHL         | 82  | 17            | 26            | 43            | 34            | 5             | 1 | 0        | 1        | 6        |          |          |
| 2016/17     | Detroit Red Wings     | NHL         | 76  | 12            | 36            | 48            | 18            | —             | — | —        | —        | —        |          |          |
| 2017/18     | Detroit Red Wings     | NHL         | 82  | 21            | 19            | 40            | 20            | —             | — | —        | —        | —        |          |          |
| 2018/19     | Detroit Red Wings     | NHL         | 62  | 16            | 33            | 49            | 8             | —             | — | —        | —        | —        |          |          |
| 2018/19     | San Jose Sharks       | NHL         | 19  | 6             | 5             | 11            | 4             | 20            | 1 | 10       | 11       | 0        |          |          |
| 2019/20     | Columbus Blue Jackets | NHL         | 70  | 15            | 27            | 42            | 16            | 10            | 0 | 2        | 2        | 4        |          |          |
| 2021/22     | Columbus Blue Jackets | NHL         | 82  | 18            | 35            | 53            | 26            | —             | — | —        | —        | —        |          |          |
| 2022/23     | Columbus Blue Jackets | NHL         | 48  | 10            | 12            | 22            | 16            | —             | — | —        | —        | —        |          |          |
| 2022/23     | Minnesota Wild        | NHL         | 3   | 1             | 4             | 5             | 0             | 6             | 0 | 5        | 5        | 2        |          |          |
| 2023/24     | Nashville Predators   | NHL         | 81  | 23            | 52            | 75            | 8             | 6             | 1 | 3        | 4        | 2        |          |          |
| NHL celkově | NHL celkově           | NHL celkově | 784 | 198           | 305           | 503           | 194           | 77            | 6 | 24       | 30       | 18       |          |          |

## Reprezentace
| Rok             | Tým             | Soutěž          | Z  | G  | A | B  | TM |
| --------------- | --------------- | --------------- | -- | -- | - | -- | -- |
| 2014            | Švédsko         | ZOH             | 6  | 0  | 0 | 0  | 0  |
| 2014            | Švédsko         | MS              | 10 | 4  | 2 | 6  | 2  |
| 2016            | Švédsko         | MS              | 8  | 7  | 1 | 8  | 4  |
| 2018            | Švédsko         | MS              | 9  | 4  | 1 | 5  | 8  |
| Senioři celkově | Senioři celkově | Senioři celkově | 33 | 15 | 4 | 19 | 14 |